# Hideki Tojo
Hideki Tojo (japansk: 東條 英機 = Tōjō Hideki) – (30. december 1884 – 23. december 1948) var en japansk general, nationalistisk strateg og den 40. Premierminister i Japan. Han var premierminister i Japan under det meste af 2. verdenskrig, fra 18. oktober 1941 til 22. juli 1944. Han blev henrettet den 23. december 1948 efter at være blevet dømt til døden for krigsforbrydelser.

## Militær karriere
Tojo blev født i Tokyo i 1884 som tredje søn af Hidenori Tojo, en generalløjtnant i den japanske hær. Tojos to ældre brødre døde, før han blev født. I 1905 blev han uddannet på krigsskolen og begyndte tjenesten som fændrik i infanteriet. I 1909 giftede han sig med Katsuko Ito, med hvem han fik tre sønner og fire døtre.
Tojo avancerede hurtigt i graderne og gik ud af stabsskolen med topkarakterer. I 1920'erne var Tojo medlem af en gruppe konservative, japanske ultranationalister, "Tosei-Ha" (kontrolgruppen).
I 1935 havde han nået graden som generalmajor og kommanderede en enhed i Kwantungarmeen i den japanske marionetstat Manchukuo, og i 1937 blev han stabschef i samme arme. I 1938 blev Tojo vicekrigsminister, samt fik stillingen som generalinspektør i hærens flyveåben. I denne periode var Tojo også den reelle chef for Japans hemmelige tjeneste.
Mod slutningen af 1930'erne blev Tojo medlem af gruppen af højere officerer, "Kodoha", som var med til at presse Japan ind i 2. verdenskrig.

## Politisk karriere
Tojo var som krigsminister i 1940 en af drivkrafterne i forsøget på at knytte Japan til aksemagterne Tyskland og Italien. I 1941 blev Tojo statsminister og tog fuld kontrol over Japans væbnede styrker. I stillingen som statsminister ledede han også i visse perioder andre ministerier som udenrigsministeriet, uddannelsesministeriet, indenrigsministeriet, handelsministeriet og rustningsministeriet. 
I februar 1944 overtog Tojo stillingen som leder for generalstaben. Efter en række militære nederlag, som kulminerede med tabet af Saipan, blev han tvunget til at gå af den 18. juli 1944.

## Krigsslutningen
Efter Japans overgivelse i 1945 prøvede Tojo at begå selvmord ved at skyde sig, men dette mislykkedes, da han kom til at skyde sig i maven. Han blev arresteret af de amerikanske besættelsesstyrker og anklaget ved International Military Tribunal for the Far East for krigsforbrydelser. Han blev fundet skyldig i følgende forbrydelser:
- nummer 1 – føre angrebskrig og krigføring som bryder mod international lov
- nummer 27 – uprovokeret krig mod Kina
- nummer 29 – angrebskrig mod USA
- nummer 31 – angrebskrig mod Storbritannien
- nummer 23 – angrebskrig mod Kongeriget Nederlandene
- nummer 33 – angrebskrig mod Frankrig
- nummer 54 – beordret, autoriseret og tilladt inhuman behandling af krigsfanger og andre.

Hideki Tojo blev dømt til døden den 12. november 1948 og henrettet godt en måned senere. Til dags dato er Tojo den eneste statsminister, som er blevet henrettet for krigsforbrydelser. Tojo påberåbte sig at have handlet efter ordre fra den japanske kejser Hirohito, som af de allierede blev givet immunitet.
1. ↑  Navnet er anført på engelsk og stammer fra Wikidata hvor navnet endnu ikke findes på dansk.
2. ↑  Navnet er anført på bokmål og stammer fra Wikidata hvor navnet endnu ikke findes på dansk.
3. ↑  Navnet er anført på engelsk og stammer fra Wikidata hvor navnet endnu ikke findes på dansk.
4. ↑  Navnet er anført på engelsk og stammer fra Wikidata hvor navnet endnu ikke findes på dansk.
5. ↑  Navnet er anført på engelsk og stammer fra Wikidata hvor navnet endnu ikke findes på dansk.
6. ↑  Navnet er anført på engelsk og stammer fra Wikidata hvor navnet endnu ikke findes på dansk.
7. ↑  Navnet er anført på engelsk og stammer fra Wikidata hvor navnet endnu ikke findes på dansk.
8. ↑  Navnet er anført på engelsk og stammer fra Wikidata hvor navnet endnu ikke findes på dansk.
9. ↑  Navnet er anført på engelsk og stammer fra Wikidata hvor navnet endnu ikke findes på dansk.
10. ↑  Navnet er anført på engelsk og stammer fra Wikidata hvor navnet endnu ikke findes på dansk.
11. ↑  Navnet er anført på engelsk og stammer fra Wikidata hvor navnet endnu ikke findes på dansk.
12. ↑  Navnet er anført på engelsk og stammer fra Wikidata hvor navnet endnu ikke findes på dansk.
13. ↑  Navnet er anført på engelsk og stammer fra Wikidata hvor navnet endnu ikke findes på dansk.
14. ↑  Navnet er anført på engelsk og stammer fra Wikidata hvor navnet endnu ikke findes på dansk.
15. ↑  Navnet er anført på bokmål og stammer fra Wikidata hvor navnet endnu ikke findes på dansk.
16. ↑  Navnet er anført på engelsk og stammer fra Wikidata hvor navnet endnu ikke findes på dansk.
17. ↑  Navnet er anført på engelsk og stammer fra Wikidata hvor navnet endnu ikke findes på dansk.
18. ↑  Navnet er anført på svensk og stammer fra Wikidata hvor navnet endnu ikke findes på dansk.